# 索泽勒
索泽勒（法語：Sauzelles，法語發音：[sozɛl]）是法国安德尔省的一个市镇，位于该省西部偏南，属于勒布朗区。

## 地理
索泽勒（46°39'51"N, 1°0'9"E）面积12.86 平方千米，位于法国中央-卢瓦尔河谷大区安德尔省，该省份为法国中部省份，北起卢瓦-谢尔省，西北接安德尔-卢瓦尔省，西南接维埃纳省，南至克勒兹省和上维埃纳省，东临谢尔省。
与索泽勒接壤的市镇（或旧市镇、城区）包括：丰贡博、梅里尼、普利尼圣皮埃尔、圣艾尼。

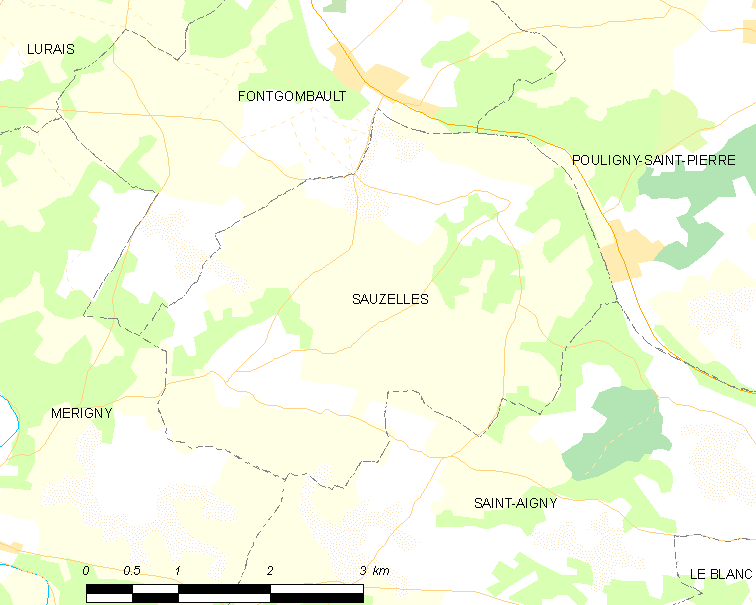
索泽勒的OSM定位图

索泽勒的时区为UTC+01:00、UTC+02:00（夏令时）。

## 行政
索泽勒的邮政编码为36220，INSEE市镇编码为36213。

## 政治
索泽勒所属的省级选区为勒布朗县。

## 人口

1962-2008年间索泽勒人口变化图示

索泽勒于2022年1月1日时的人口数量为256人。